# Avenida Metropolitan (línea Crosstown)
La Avenida Metropolitan es una estación en la línea Crosstown del Metro de Nueva York de la división B del Independent Subway System. La estación se encuentra localizada en Williamsburg, Brooklyn entre la Avenida Metropolitan y la Avenida Union. La estación es servida en varios horarios por los trenes del Servicio .